# 高等批評
高等批評（こうとうひひょう、英語：historical criticism、higher criticism）は、文学分析の一分野で、史的文書の起源の批判的調査である。上層批判または高等批判ともいう。
本項では、聖書を対象とした高等批評の研究の概要を述べる。

## 概要

文書仮説の概念図

西洋古典学において新興の高等批評は、聖書、古典、ビザンティン、中世の時代の、誰によって、いつ、どこで書かれたか決定しようとした。高等批評は、共観福音書の問題、すなわち「マタイによる福音書」「マルコによる福音書」「ルカによる福音書」を調べる。高等批評は、いくつかのパウロ書簡がパウロによって書かれたという伝統的な理解を認める一方、教会の伝統を否定し（福音書の場合、書題となっている記者たちの著作とは認めない）、さらに聖書のことば自体を否定する（第二ペテロがペテロによるものでないとする）。文書仮説は、モーセ五書の起源を説明しようと試みるもので、高等批評の鍵となる仮説である。
高等批評の研究によってキリスト教の教義に反する内容が研究結果として提示されることも少なくなく、聖書無謬説論者の反発を招くことが多い。「マタイによる福音書」「ルカによる福音書」のソースになったとされる「Q資料」を研究しているバートン・L・マックは、著書『失われた福音書-Q資料と新しいイエス像』でイエスは元来キュニコス派の哲学者であったとする説を提示している（キュニコス派#キリスト教との関連）。

## 主な説
高等批評には様々な学説があるが、この節では代表的な説を例として記述する。

### 旧約聖書
| 聖書                       | キリスト教会の伝統的立場                                                      | 高等批評学の立場 |
| -------------------------- | ----------------------------------------------------------------------------- | --- |
| モーセ五書 （トーラー）    | モーセ。前1300年ごろ                                                          | 文書仮説では4つの独立文書からなるとされる。J、E、D、P（各略語については文書仮説の項を参照。以下同じ）をBC450年ごろにおそらくエズラが編集したとする。 |
| ヨシュア記                 | ヨシュア、一部はピネハスか エレアザル                                         | JとEを使ってDが書いた。 |
| 士師記                     | サムエル                                                                      | D |
| ルツ記                     | サムエル                                                                      | 後のダビデ時代の著作者が書いた。 |
| サムエル記上               | サムエル、神、ナタン                                                          | D |
| サムエル記下               | サムエル、神、ナタン                                                          | D |
| 列王記上                   | 預言者エズラ                                                                  | D |
| 列王記下                   | 預言者エズラ                                                                  | D |
| 歴代誌上                   | エズラ                                                                        | バビロン捕囚後、前450-435年 |
| 歴代誌下                   | エズラ                                                                        | バビロン捕囚後、前450-435年 |
| エズラ記                   | エズラ                                                                        | バビロン捕囚後、前450-435年 |
| ネヘミヤ記                 | ネヘミヤ                                                                      | バビロン捕囚後、前450-435年 |
| トビト記                   | （プロテスタントでは外典）                                                    | 前2世紀 |
| ユディト記                 | 祭司（プロテスタントでは外典）                                                | |
| エステル記                 | クネセト・ハッ＝ゲドーラーがモルデカイの文書を使用                            | 無名の著作者が前460-331年に書いた |
| マカバイ記１               | 聖地の敬虔なユダヤ人（プロテスタントでは外典）                                | 無名のユダヤ人著作者。前100年 |
| w:2 Maccabees              | シレネのイアソン（w:Jason of Cyrene）の著作に基づく（プロテスタントでは外典） | 無名の著作者が前2世紀～前1世紀に書いた |
| w:3 Maccabees              | （プロテスタントでは外典）                                                    | アレクサンドリアのあるユダヤ人が前1世紀または後1世紀にギリシア語で書いた。                                                                           |
| w:4 Maccabees              | w:Josephus（プロテスタントでは外典）                                          | アレクサンドリアのあるユダヤ人が前1世紀または後1世紀にギリシア語で書いた。                                                                           |
| ヨブ記                     | モーセ                                                                        | 前4世紀の著作者 |
| 詩篇                       | おもに ダビデ                                                                 | 前1000-200 |
| 箴言                       | ソロモンら                                                                    | 後の時代の編集文書 |
| コヘレトの言葉             | ソロモン                                                                      | ヘブライの詩人が前3-2世紀に書いた |
| 雅歌                       | ソロモン                                                                      | |
| 知恵の書                   | ソロモン（ただしプロテスタントでは外典）                                      | アレキサンドリアのユダヤ人 |
| シラ書                     | シラ（ただしプロテスタントでは外典）                                          | |
| イザヤ書                   | イザヤ                                                                        | 3人の主要な著作者「歴史的イザヤ」による創作文書 |
| エレミヤ書                 | エレミヤ                                                                      | w:Baruch ben Neriah |
| 哀歌                       | エレミヤ                                                                      | w:Lament for Ur |
| エレミヤの手紙             | エレミヤ（プロテスタントでは外典）                                            | アレキサンドリアのあるヘレニズム ユダヤ人 |
| バルク書                   | w:Baruch ben Neriah（プロテスタントでは外典）                                 | マカバイ戦争時かその後に書かれた |
| エゼキエル書               | エゼキエル                                                                    | エゼキエルがどの程度書いたか議論している |
| ダニエル書                 | ダニエル、前6世紀                                                             | 民話を使って前2世紀ごろ創作された |
| ホセア書                   | ホセア                                                                        | |
| ヨエル書                   | ヨエル                                                                        | |
| アモス書                   | アモス                                                                        | |
| オバデヤ書                 | オバデヤ                                                                      | |
| ヨナ書                     | ヨナ                                                                          | バビロン捕囚、前530年以降 |
| ミカ書                     | ミカ                                                                          | 3章はミカが書き、残りは後の時代に著作者が付け足した                                                                                                  |
| ナホム書                   | ナホム                                                                        | |
| ハバクク書                 | ハバクク                                                                      | |
| ゼファニヤ書（ゼパニヤ書） | ゼファニヤ                                                                    | 議論あり。後の時代の著作者 |
| ハガイ書                   | ハガイ                                                                        | |
| ゼカリヤ書                 | ゼカリヤ                                                                      | 1-8章はゼカリヤが書き、弟子たちが残りを付け足した |
| マラキ書                   | マラキかエズラ                                                                | 第二ゼカリヤという名前の著作者 |

### 新約聖書

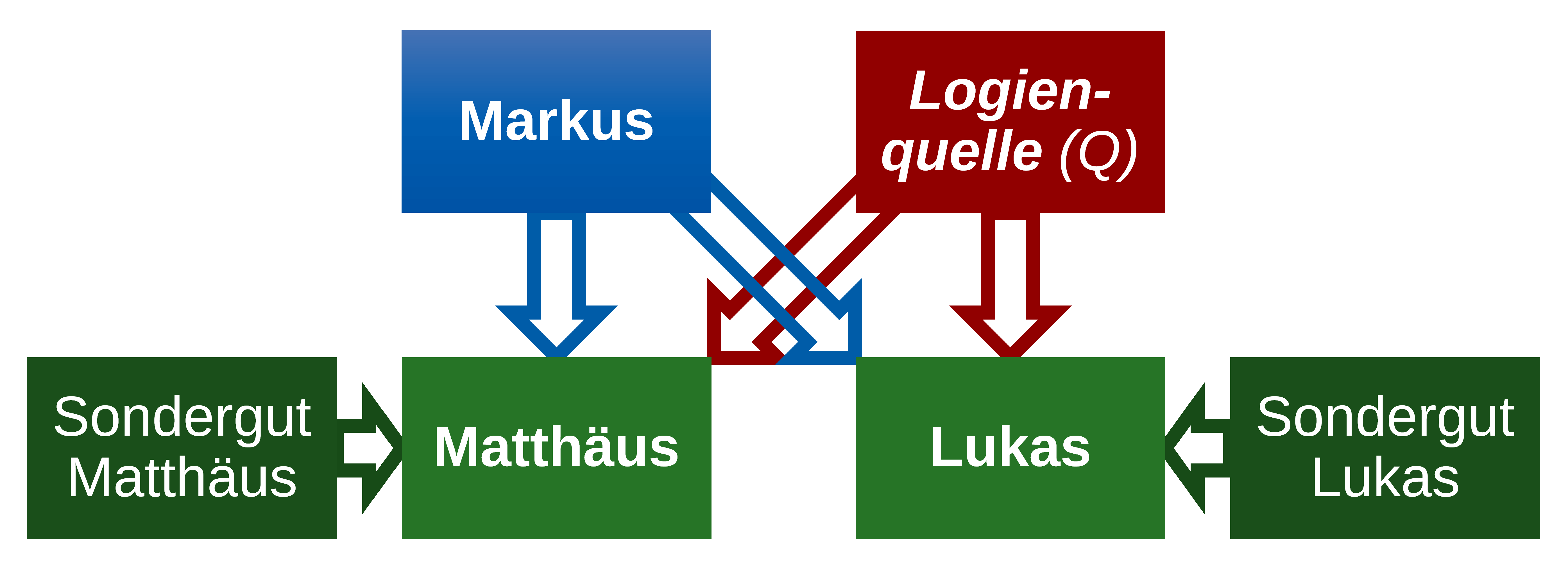
福音書成立の概念図

| 聖書 | キリスト教会の伝統的立場                                   | 高等批評の立場 |
| --- | ---------------------------------------------------------- | --- |
| マルコによる福音書 | 福音記者マルコ、ペテロの弟子、1世紀半ば                    | 無名の著作者、最初の福音書。本来この福音書は16章8節までで、墓からキリストの遺体が消え復活を示唆する内容で終わっていた。16章9節以降は後世に何者かが書き加えた。 |
| マタイによる福音書 | 使徒、福音記者マタイ                                       | 無名の著作者が、マルコ書とQ資料から創作した |
| ルカによる福音書 | ルカ、パウロと交わりがあった。                             | 無名の著作者かルカが、マルコ書とQ資料から創作した |
| ヨハネによる福音書 | 使徒ヨハネで福音記者ヨハネ                                 | 無名の著作者の創作した最後の福音書で史的イエスを反映していない。複数人による作                                                                                 |
| 使徒行伝 | ルカ、パウロと交わりがあった。                             | 無名の著作者かルカで、「ルカによる福音書」の著作者と同じ |
| ローマの信徒への手紙、コリントの信徒への手紙一、コリントの信徒への手紙二、ガラテヤの信徒への手紙、フィリピの信徒への手紙、テサロニケの信徒への手紙一、フィレモンへの手紙 | 使徒パウロ、パウロ書簡                                     | パウロ |
| エフェソの信徒への手紙 | 使徒パウロ                                                 | パウロか編集者 |
| コロサイの信徒への手紙 | 使徒パウロ                                                 | 議論；テモテとの共著 |
| テサロニケの信徒への手紙二 | 使徒パウロ                                                 | パウロの仲間か弟子がパウロの死後に書いた |
| テモテへの手紙一、テモテへの手紙二、テトスへの手紙、（牧会書簡） | 使徒パウロ                                                 | 偽典。パウロを知る人が後に書いた |
| ヘブライ人への手紙 | パウロとされたが古来より議論がある                         | 無名の著作者。パウロではない。95年ごろ |
| ヤコブの手紙 | 主の兄弟ヤコブ                                             | ヤコブの死後の1世紀から2世紀ごろに著作者が創作した |
| ペトロの手紙一 | 使徒ペテロ。64年-65年                                      | 偽典、w:Silas70-90年 |
| ペトロの手紙二 | 使徒ペテロ、殉教する68年より前                             | 偽典。ペテロではない。おそらく150年ごろ最後に創作された聖書 |
| ヨハネの手紙一 | 使徒ヨハネで福音記者ヨハネ                                 | 無名の著作者。史的イエスを反映していない。1世紀後半。ヨハネの福音書の著者あるいは同じ思想団体による作の可能性あり                                              |
| ヨハネの手紙二、ヨハネの手紙三 | 使徒ヨハネで福音記者ヨハネ                                 | 無名の著作者。史的イエスを反映していない。100-110年ごろ。ヨハネの福音書の著者あるいは同じ思想団体による作の可能性あり                                          |
| ユダの手紙 | 使徒タダイ、（w:Jude, brother of Jesus）または主の兄弟ユダ | 偽名の著作者がペンネームで創作した。1世紀後半から2世紀前半 |
| ヨハネの黙示録 | 使徒ヨハネで福音記者ヨハネ                                 | 異なる著作者。パトモスのヨハネ（w:John of Patmos）、ヨハネの福音書、第一、第二、第三ヨハネとは別人                                                             |

## 仏教との比較
経典の成立年代などを言語学・文献史学的に解き明かそうとする研究として大乗非仏説と比較されることがある。